# (13259) Bhat
(13259) Bhat (1998 QA15) – planetoida z grupy pasa głównego asteroid okrążająca Słońce w ciągu 3,6 lat w średniej odległości 2,35 j.a. Odkryta 17 sierpnia 1998 roku.